# Deephaven
Deephaven – miasto w Stanach Zjednoczonych, w stanie Minnesota, w hrabstwie Hennepin.